# 多重一致
在語言學上，多重一致(polypersonal agreement或polypersonalism)是一種動詞有多種一致詞素，與不只一個論元的人稱等保持一致的一種現象。多重一致是一種形態學上的特徵，具有多重一致的語言又稱多重一致語言(polypersonal languages)。
在非多重一致的語言中，動詞要不就沒有與其論元保持一致的詞素(像漢語)，要不就只有和其主要論元保持一致的詞素(像英語的動詞就只與主詞保持一致)。在有多重一致的語言中，其動詞保持一致的對象可能包含了主詞、直接受詞、間接或第二受詞以及因動詞指稱動作得益的對象等，而這些論元人稱的標記，可能是必要的，也可能是非必要的(若是非必要的，通常表示某些一致標記在與其相關之論元被表明時可省略)。
多式綜合語往往是多重一致語言，而多重一致現象又是一種中心語標記(head-marking)的展現。而語言的多重一致的傾向與作─通格傾向相關。
巴斯克語、喬治亞語和摩和克語、因纽特语等一些歸類為多式綜合語的語言皆是有多重一致現象的例子。

## 範例
以下沒有說明皆以其羅馬拼音轉寫來進行說明。

### 喬治亞語
在喬治亞語中，動詞包含一個詞根與多個可選用的詞素，根據動詞的種類、人稱與單複數、動詞的時態與語體等，其主詞與受詞的一致標記可以前綴或後綴的形式出現，在音韻上這些詞素也彼此影響。喬治亞語的多重一致系統使其動詞能表達主詞、直接受詞、間接受詞、領屬、方位和致使等的含意。以下為喬治亞語複雜的動詞系統在多重一致方面的範例：
v-khed-av (意即「我看見他」
g-mal-av-en (意即「他們看見你/你們」)
g-i-mal-av-en (意即「他們瞞著你/你們那(事)」)
gv-i-ket-eb-s (意即「他為我們做那(事)」)
a-chuk-eb-s (意即「他會將之(禮物)給他」)
mi-u-lots-av-s (意即「他將就那(事)恭喜他」)
一個領屬含義內嵌於動詞的例子如下：
xelebi ga-m-i-tsiv-d-a (意即「我感覺我的手冷了」)
在此，xelebi之意為「手」，動詞的第二個詞素(-m-)其意為「我的」。在喬治亞語中，此種結構在不及物動詞中非常常見，所有格形式詞在主詞前省略，而動詞則標明其所屬。

### 巴斯克語
巴斯克語這個未確定與其他語言有明顯親緣關係的語言亦有動詞多重一致的系統，同時其動詞可分為分析形動詞(analytical verbs)和綜合形動詞(synthetic verbs)兩種。巴斯克語的十五種格中的三種，也就是通格、作格和與格，可藉由附於動詞詞幹上的詞綴來表明。
和喬治亞語不同的是，巴斯克語只有兩種「綜合形」時態可使用此些詞綴，它們分別是現在簡單形和過去簡單形。此外巴斯克語所謂的「分析型動詞」，在使用時與izan(意即「是」)、ukan(意即「有」)、egin(意即「做」)等扮演助動詞角色的綜合形動詞連用。以下為巴斯克語之例：
綜合形動詞如下：
d-akar-ki-o-gu (意即「我們將之帶給他/她」，此變化自意為「攜帶」的詞根ekarri，而d-之意為「它」；-o之意為「給他」；-gu之意為「我們」)
z-erama-zki-gu-te-n (意即「他們將那些(東西)拿給我們」，此變化自意為「拿」的詞根eraman)
分析形或半綜合(semi-synthetic)形之例如下：
Ekarriko d-i-o-gu (意即「我們會將之帶給他/她」)
Eraman d-ieza-zki-gu-ke-te (意即「他們可將那些(東西)拿給我們」，此處d--zki之意為「他們」；-gu之意為「給予我們」、-te之意為「他們」，而-ke為可能形標明(potential marker))
Iritsiren z-a-izki-zue (意即「他們將會得之給你」，此變化自意即「得、到達」的詞根iritsi)

### 經典希伯來語
在經典希伯來語(Biblical Hebrew)或希伯來語的詩歌中，人稱代詞形式的直接受詞可做為插入詞素附著於動詞的詞形變化中。像在ahavtikha這個力子中，-kha這個後綴即表第二人稱陽性單數直接受詞之意，而此例即為ahavti otkha(意即「我愛你」)這句話詩詞式的表達法。此種表達法亦會改變重音所在的位置，像在ahavti此例中，重音的位置位於hav上(/a 'hav ti/)；而在ahavtikha中，重音位置則位於ti上(/a hav 'ti xa/)。
此現象亦可見於古典阿拉伯語(Classical Arabic)和阿卡德語，而一些埃及阿拉伯語方言則為多式綜合語。

### 干達語
在干達語中，人稱代詞的受詞可做為詞綴置於動詞中，如下例所示：
nkikuwa (意即「我將之給你」)
n-ki-ku-wa
我‧主詞─它‧受詞─你‧受詞─給予
yakiŋŋambira (意即「他將之告訴我」)
y-a-ki-ŋ-ŋamb-ira < y-a-ki-n-gamb-ira
他‧主詞─過去時─它‧受詞─我‧受詞─告訴─應動語態標明
在第二例中，應動語態詞綴-ira將gamba這個(通常是單及物動詞)動詞變為雙及物動詞。
儘管對主詞的一致標記是必須的，但對受詞的一致標記僅須在受詞省略時使用。許多班圖語族的語言都展現出此種特性。

## 附著化代詞
多重一致的現象牽涉到一些依附於動詞上不可自動詞分離的規範詞素，而這類的詞素不當和附著詞素(clitics)混淆，像英語的'em和西班牙語的lo與le等皆為附著詞素。儘管西班牙語可藉一個單一的詞表「將之給他/她」及「將之秀給我看」等義，表直接和間接受詞之義的代詞詞素(se、lo、me和los等)並不算作動詞的一部份。
有些人經觀察後，認為法語的附著化代詞(常見於所有羅曼語族的語言)在口語中已演變成動詞不可分的一部份，因此他們認為，法語可被認為是一種多重一致的語言，但這些代詞亦可簡單地被視為不可分的附著詞素。

## 腳註
1. ↑  .   [2012-04-19]. （原始内容存档于2002-10-15）.
2. ↑  Itziar Laka. .   [2012年4月19日]. （原始内容存档于2012年3月9日）.